# Ducháčův mlýn
Ducháčův mlýn (Bavorovská městská elektrárna) v Bavorově v okrese Strakonice je vodní mlýn, který stojí východně od centra města na řece Blanice u jezu Bavorov. Je chráněn jako nemovitá kulturní památka České republiky.

## Historie
Mlýn dal podle kronikáře Březana údajně postavit roku 1570 Jakub Krčín. Je však zakreslen až na mapě III. vojenského mapování, vznikl tak kolem poloviny 19. století.
Ve 30. letech 20. století k němu byla přistavěna elektrárna s turbínou. Roku 2002 byl těžce poškozen při povodni.

## Popis
Na jihozápadní straně areálu stojí obytná budova čp. 294. Na ni navazuje vlastní budova mlýna s elektrárnou. Na severozápadní straně se nachází původně hospodářská budova, která byla přestavěna k obytným účelům (čp. 224). Areál doplňuje náhon na pozemcích parc. č. 876/11 a 876/4.
Voda na vodní kolo vedla od jezu náhonem k turbínové kašně a odtokovým kanálem se vracela zpět do řeky.
K roku 1930 jsou uváděny údaje: hltnost 1.66 m³/s, spád 1.67 m, výkon 27.7 HP. Mezi dochované stroje patří Francisova turbína (od roku 1912), Pražské elektrotechnické závody, Praha Karlín; parní stroj, lokomobila, J. Krátký, Přerov; dynamo, F. Machek a CES., Wien; asynchronní alternátor, Janík a spol. elektrotechnická továrna, Brno; dynamo, František Křižík, Praha; plynosací motor.